# L'Allée du Roi (roman)
Pour les articles homonymes, voir L'Allée du Roi.
L'Allée du Roi est un roman de Françoise Chandernagor présentant, sous la forme de mémoires imaginaires écrits à la première personne, la vie de madame de Maintenon.

## Résumé
Ce sont les mémoires imaginaires de Madame de Maintenon (1635-1719), qui fut la seconde et dernière épouse du roi Louis XIV, après la reine Marie Thérèse d'Autriche. Louis XIV l'épousa secrètement dans la nuit du 9 au 10 octobre 1683.

## Adaptation
Le roman a été adapté à la télévision par Nina Companeez en 1995, avec Dominique Blanc dans le rôle de Françoise d'Aubigné, marquise de Maintenon, Didier Sandre dans le rôle de Louis XIV et Michel Duchaussoy dans le rôle du poète Scarron, premier époux de Françoise d'Aubigné.

## Éditions
- Françoise Chandernagor, L'Allée du Roi, Paris, Gallimard, coll. « Folio » (no 4507), 2018 (1re éd. 1981), 839 p. (ISBN 978-2-07-034121-4)